# Edgar Askin Wiggin
Edgar Askin Wiggin (26 novembre 1867 - 11 novembre 1939) était un militaire britannique. Il est surtout connu pour avoir commandé la 5e brigade montée britannique lors de la bataille de Katia en 1916, pendant la Première Guerre mondiale.

## Carrière militaire
Wiggin a commencé sa carrière militaire dans l'artillerie royale. Il a ensuite été transféré dans la 5e brigade montée, où il a servi pendant la Première Guerre mondiale.

## Bataille de Katia
En avril 1916, Wiggin commandait la 5e brigade montée lors de la bataille de Katia. La bataille fut une défaite pour les Britanniques, qui furent surpris par une attaque ottomane. Wiggin fut critiqué pour sa gestion de la bataille, mais il fut néanmoins promu au grade de major-général en 1917.

## Après-guerre
Après la guerre, Wiggin continua à servir dans l'armée britannique. Il prit sa retraite en 1920.

## Distinctions
- Compagnon de l'Ordre du Bain (CB)